# 霍拉特
霍拉特是德国莱茵兰-普法尔茨州的一个市镇。总面积11.89平方公里，总人口429人，其中男性221人，女性208人（2011年12月31日），人口密度36人/平方公里。